# Douglas Vieira (cầu thủ bóng đá)
Douglas da Silva Vieira (sinh ngày 12 tháng 11 năm 1987) là một cầu thủ bóng đá người Brasil thi đấu cho Tokyo Verdy.

## Thống kê câu lạc bộ
Cập nhật đến ngày 23 tháng 2 năm 2018.
| Thành tích câu lạc bộ | Thành tích câu lạc bộ | Thành tích câu lạc bộ | Giải vô địch | Giải vô địch | Cúp                   | Cúp                   | Tổng cộng | Tổng cộng |
| Mùa giải              | Câu lạc bộ            | Giải vô địch          | Số trận      | Bàn thắng    | Số trận               | Bàn thắng             | Số trận   | Bàn thắng |
| Nhật Bản              | Nhật Bản              | Nhật Bản              | Giải vô địch | Giải vô địch | Cúp Hoàng đế Nhật Bản | Cúp Hoàng đế Nhật Bản | Tổng cộng | Tổng cộng |
| --------------------- | --------------------- | --------------------- | ------------ | ------------ | --------------------- | --------------------- | --------- | --------- |
| 2016                  | Tokyo Verdy           | J2 League             | 28           | 6            | 2                     | 1                     | 30        | 7         |
| 2017                  | Tokyo Verdy           | J2 League             | 41           | 18           | 1                     | 0                     | 42        | 18        |
| Tổng                  | Tổng                  | Tổng                  | 69           | 24           | 3                     | 1                     | 72        | 25        |